# Montalbanejo
Montalbanejo est un village dans la Province de Cuenca, en Castille-La Manche (Espagne). Sa population est de 93 habitants[Quand ?].